# Maison de retraite de Springfield
La maison de retraite crépuscule doré de Springfield est le lieu où Abe Simpson, le père d'Homer, réside, ainsi que son meilleur ami Jasper.

## Description
La maison de retraite de Springfield est jaune et comporte deux étages ainsi qu'un panneau portant la mention Springfield Retirement Castle, littéralement « Le Château de Retraite ».
La sieste y est obligatoire et le dîner est servi vers 16 heures.
La principale caractéristique de la maison de retraite est l'incompétence chronique du personnel. Ainsi, les infirmiers se servent d'un aspirateur pour « nettoyer » les personnes âgées durant leur sommeil et leur donne souvent soit des médicaments inadaptés, soit trop de médicaments, soit pas de médicaments du tout, comme on peut le voir dans l'épisode  Papy fait de la contrebande  (saison 16).
Malgré tout, le personnel se montre parfois très soucieux des pensionnaires, et l'infirmière de garde n'hésite pas, dans l'un des épisodes, à brandir un fusil à canon scié pour les défendre ! 
Les retraités reçoivent en général peu de visites et semblent abandonnés par leurs familles. La vie à la maison de retraite est monotone et rythmée par l'heure des repas et de la sieste.
La maison de retraite était dans un piteux état jusqu'à ce que Béatrice Simpson meure et lègue toute sa fortune (160 000 $) à Abraham. Abraham organise alors un « concours » ouvert à tous les habitants de Springfield pour savoir à qui ira cet argent dont il n'a pas besoin. Ne trouvant aucun cas satisfaisant, il décide de donner son argent à la maison de retraite qui va alors être rénovée. La façade sera entièrement remise à neuf et du matériel (fauteuil confortables, fauteuils roulants, cantine) racheté.

## Pensionnaires
la liste des pensionnaires.